# Reserva Biológica Guaribas
A Reserva Biológica Guaribas é uma reserva localizada nos municípios paraibanos de Mamanguape (91,59%) e Rio Tinto (8,41%). Dista em 51,6 quilômetros de João Pessoa, a capital do estado, e é administrada pelo Instituto Chico Mendes de Conservação da Biodiversidade (ICMBio).

## Características

### Criação e objetivos
A reserva foi criada em 1990 por meio do Decreto Federal nº 98.884, de 25 de janeiro de 1990, e tem como objetivo proteger um dos últimos remanescentes de Floresta Atlântica do estado da Paraíba e abrigar espécies raras, endêmicas e ameaçadas de extinção. 
As áreas desse tipo de floresta foram maciçamente derrubadas e algumas manchas remanescentes cobrem atualmente menos de 1% da superfície do estado e por isso mesmo necessitam de total proteção, a fim de manter essa patrimônio botânico e faunístico para o usufruto das futuras gerações. 
Guaribas é dividida em três áreas: SEMA 1, com 673,64 hectares; SEMA 2, com 3.016,09 hectares; e SEMA 3, com 338,82 hectares, o que perfaz um total de 4.028,55 hectares. Apresenta plano de manejo aprovado pela Portaria nº 74/03-N, de 25 de novembro de 2003. 

### Presença de espécie ameaçada
Na reserva ocorre a presença do guariba-de-mãos-ruivas, espécie considerada vulnerável à extinção pela União Internacional para a Conservação da Natureza (IUCN).